# Willershausen (Rosenthal)

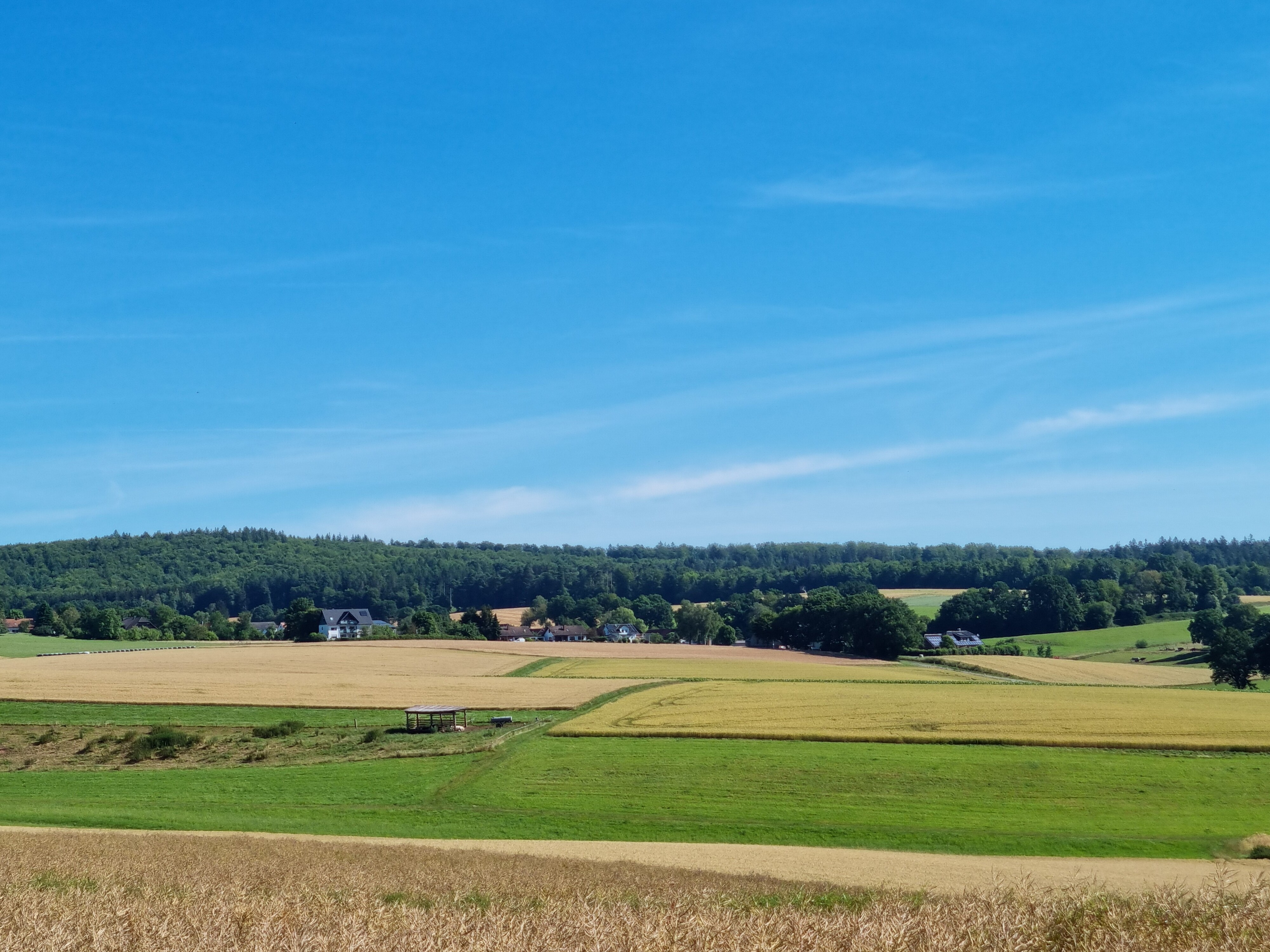
Willershausen gesehen vom Feldweg der von Tiefenbach nach Westen zum Wald führt

Willershausen ist ein Stadtteil von Rosenthal im Landkreis Waldeck-Frankenberg in Hessen, Deutschland.
Das von Wald umgebene Dorf liegt im Burgwald und ist mit der südlich gelegenen Kernstadt Rosenthal durch eine Stichstraße, die Kreisstraße 108, verbunden. Erstmals urkundlich erwähnt wird Willershausen im Jahre 1279. Der Ortsname leitet sich vom germanischen Vornamen „Wilhart“ ab. Entstanden ist der Ort aus einem einzigen Gutshof.
Am 1. April 1972 wurde die bis dahin selbstständige Gemeinde in die Stadt Rosenthal eingegliedert.